# 捷爾尼夫卡 (卡扎京區)
49°47′54″N 28°26′27″E / 49.79833°N 28.44083°E
捷爾尼夫卡（烏克蘭語：Тернівка）是位於烏克蘭西南部文尼察州裏赫米利尼克區的村莊，始建於1680年，面積1.44平方公里，海拔高度278米，2001年人口434，人口密度每平方公里301.39人。